# Brzozowiec (Czaszyn)
Brzozowiec (dawn. Brzozowice, Berezowiec) – przysiółek wsi Czaszyn w Polsce, położony w województwie podkarpackim, w powiecie sanockim, w gminie Zagórz. Leży nad rzeką Osławą, na Pogórzu Bukowskim.  Miejscowość wchodzi w skład Wschodniobeskidzkiego Obszaru Chronionego Krajobrazu.
W latach 1975–1998 przysiółek położony był w województwie krośnieńskim.

## Dane ogólne
Przysiółek znajduje się na południe za Czaszynem w kierunku Komańczy. Wieś była wspomniana w 1487 pod nazwą Czaszyńska Wola.
W połowie XIX wieku właścicielką posiadłości tabularnej w Brzozowicach była Apolonia Łepkowska. W drugiej połowie XIX wieku właścicielem Brzozowic był Rafał Łepkowski.
15 września 1944 został zajęty przez wojska radzieckie.
Brzozowiec leży przy linii kolejowej nr 107 Nowy Zagórz – Łupków, która dalej prowadzi na Słowację przez tunel w Łupkowie oraz przy drodze wojewódzkiej nr 892 Zagórz – Komańcza, która dalej prowadzi na Słowację przez Radoszyce oraz w Bieszczady.

## Religia
Od 1952 wierni kościoła rzymskokatolickiego należą do parafii pw. Podwyższenia Krzyża Świętego w Czaszynie, wcześniej wierni byli przypisani do parafii w Porażu.